# 溫奇爾西
溫奇爾西是英國英格蘭的一座小鎮，位於東薩塞克斯郡。溫奇爾西的歷史開始於中世紀。